# Сен-Дидье-суз-Обена
Сен-Дидье́-суз-Обена́ (фр. Saint-Didier-sous-Aubenas, окс. Sant Didier sous Aubenas) — коммуна во Франции, находится в регионе Рона — Альпы. Департамент коммуны — Ардеш. Входит в состав кантона Обена. Округ коммуны — Ларжантьер.
Код INSEE коммуны — 07229.

## Население
Население коммуны на 2008 год составляло 773 человека.
| 1962 | 1968 | 1975 | 1982 | 1990 | 1999 | 2008 |
| ---- | ---- | ---- | ---- | ---- | ---- | ---- |
| 366  | 425  | 783  | 840  | 751  | 731  | 773  |

## Экономика

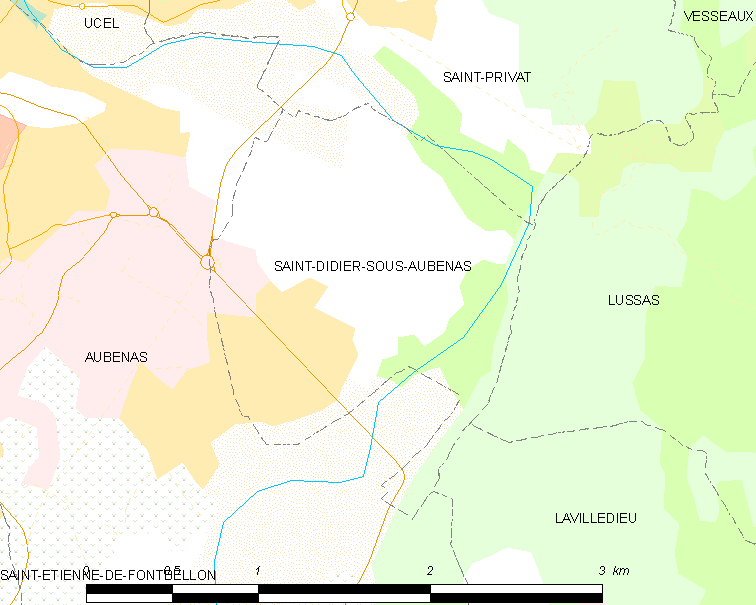
Карта коммуны

В 2007 году среди 448 человек в трудоспособном возрасте (15—64 лет) 330 были экономически активными, 118 — неактивными (показатель активности — 73,7 %, в 1999 году было 71,0 %). Из 330 активных работали 297 человек (167 мужчин и 130 женщин), безработных было 33 (13 мужчин и 20 женщин). Среди 118 неактивных 28 человек были учениками или студентами, 59 — пенсионерами, 31 были неактивными по другим причинам.